# Екологічні групи грибів
Екологі́чні гру́пи грибі́в характеризують їх розподіл за субстратом, який є джерелом живлення грибів. Критерії виділення конкретних груп можуть бути предметом дискусій.
У мікологічній літературі виділяють такі екологічні групи  макроміцетів:
- Симбіотрофні макроміцети (мікоризоутворювачі) — макроміцети, які створюють  мікоризу на корінні дерев і чагарників.
- Сапротрофні макроміцети (сапротрофи) — макроміцети, що живляться мертвими органічними речовинами, за рахунок якої здійснюються всі їх процеси життєдіяльності.
  - Підстилкові і гумусові сапротрофи — гриби, що використовують для живлення лісовий опад, підстилку і гумусовий шар ґрунту.
  - Ксилотрофи (дереворуйнівні гриби) — гриби, які  розкладають деревину.
  - Карботрофи — гриби, що ростуть на згарищах.
  - Копротрофи — гриби, що використовують для життєдіяльності органіку екскрементів тварин.
  - Бріотрофи — гриби, які розкладають відмерлі частини мохів (якщо мохи сфагнові, то гриби мають назву сфагнотрофи).
  - Мікотрофи (сапротрофні мікофіли) — гриби, що розвиваються на муміфікованих плодових тілах шапинкових грибів (в основному,  грузлики і  сироїжки).

Також виділяють ентомотрофні та хижі гриби.

## Ресурси Інтернету
- Сурков В. А., Павлова М. Е. Екологічні групи грибів